# بيرتن ميلر
بيرتن ميلر (بالإنجليزية: Bert Miller)‏ (1 يناير 1880 المملكة المتحدة - 1 يناير 1953 ستوك أون ترينت المملكة المتحدة) هو لاعب كرة قدم بريطاني سابق كان يلعب كحارس مرمى.